# 프란스 브뤼헨

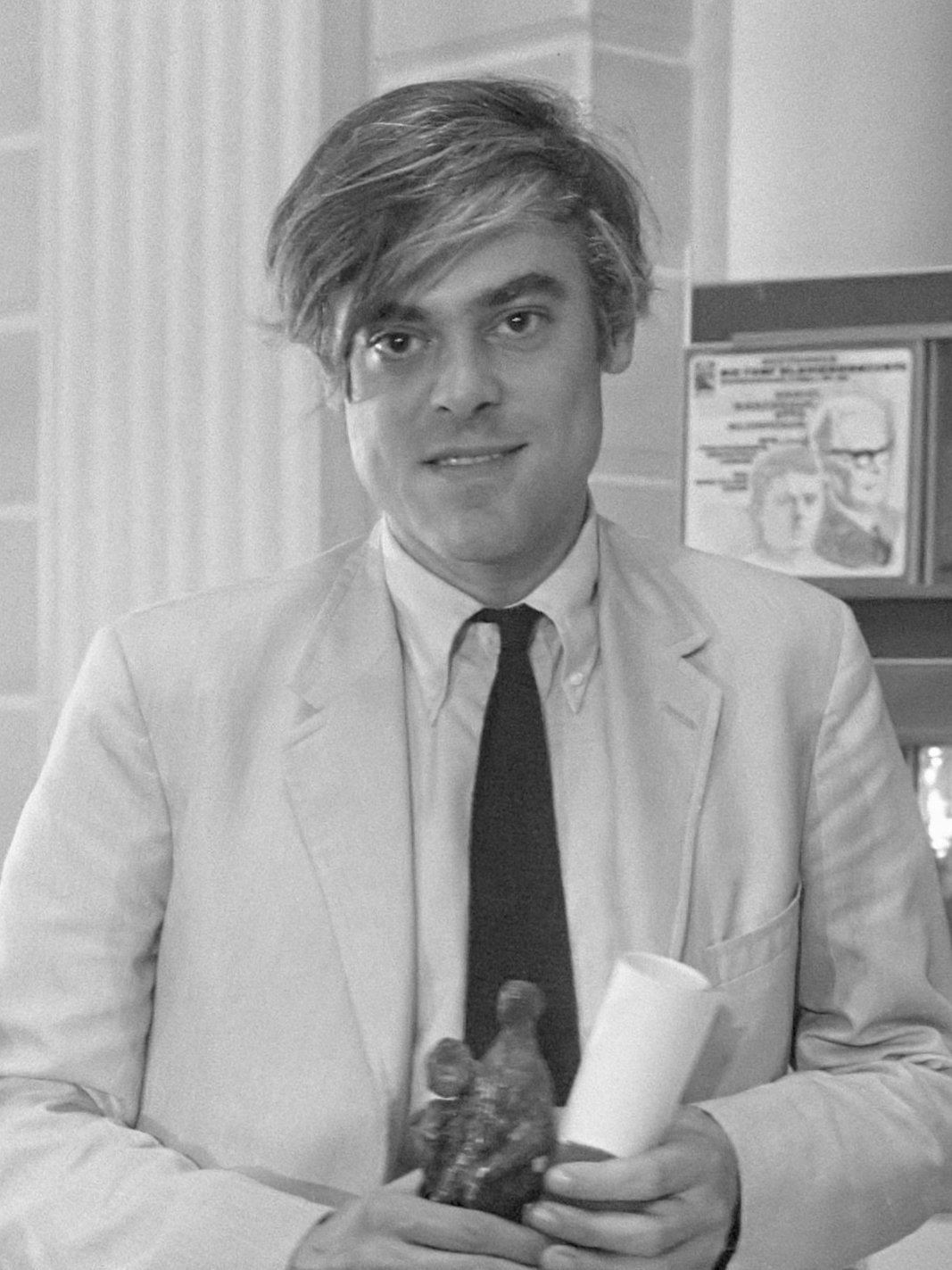
프란스 브뤼헨(1969)

프란스 브뤼헨(Frans Brüggen, 1934년 10월 30일 – 2014년 8월 13일)은 네덜란드 지휘자, 리코더 연주자, 바로크 플루트 연주자이다.
암스테르담에서 태어난 브뤼헨은 섬유 공장 소유주인 아우구스트 브뤼겐과 아마추어 가수인 그의 아내 요한나 사이의 아홉 자녀 중 막내로 태어났다. 그는 암스테르담에서 리코더와 플루트를 공부했다. 그는 또한 암스테르담 대학 에서 음악학을 공부했다. 1955년 21세의 나이로 헤이그 왕립 음악원 교수로 임명되었다. 그의 명성은 처음에는 리코더와 바로크 플루트 거장이었고, 루치아노 베리오의 Gesti (1965)를 포함하여 리코더를 위해 여러 작품을 의뢰했다. 1972년 그는 Kees Boeke 및 Walter van Hauwe와 함께 전위적인 리코더 앙상블 Sour Cream 을 공동 창립했다.
1981년 브뤼헨은 18세기 오케스트라를 공동 창립했다. 그는 오케스트라와 정식 직함을 갖고 있지는 않았지만 죽을 때까지 오케스트라의 실질적인 수석 지휘자였다. 계몽주의 시대 오케스트라 (OAE)는 1992년 사이먼 래틀과 병행하여 브뤼겐을 공동 수석 객원 지휘자로 임명했다. OAE는 나중에 2007년에 그에게 명예 지휘자라는 칭호를 주었다. 그는 1991년부터 1994년까지 네덜란드 라디오 카메 로케스트의 지휘자였으며, 2001년부터 2005년 오케스트라가 해산될 때까지 Péter Eötvös와 함께 오케스트라의 공동 수석 지휘자였다. 브뤼헨은 2013년 7월 14일 네덜란드 라디오 챔버 오케스트라 인 라디오 카메로케스트의 후계자의 마지막 콘서트를 지휘했다.